# ChouCho
ChouCho(초우초, 일본어: ちょうちょ, 6월 21일 ~ , 생년 비공개)는 일본의 여성 가수이다. 혈액형은 A형이며, 소속 레이블은 란티스이다.